# Adélaïde-Louise-Pauline Hus
Adélaïde-Louise-Pauline Hus, känd under sitt artistnamn Mademoiselle Hus, född i Rennes 1734, död 18 oktober 1805, var en fransk skådespelare och kurtisan, aktiv 1750-1773.  

## Biografi
Hus var officiellt dotter till Francois Hus, även om fadern är omdebatterad, medan modern arbetade som skådespelare i landsorten. Hon hade också flera systrar. Hus debuterade på Comédie-Française i Paris som elev till Hippolyte Clairon 1751. Hon räknades bland de mest välkända artisterna, men låg i skuggan av Clairon och blev känd för sin rivalitet till kollegan Mademoiselle d'Épinay. Hon stödde uppförandet av den politiska pjäsen Les Philosophes av Palissot. 
Hus beskrivs som en skönhet och gjorde sig känd som kurtisan. Hennes mest kända kunder var Louis Joseph av Bourbon och libertinen Auguste Louis Bertin, på vilken hon tjänade en förmögenhet. Bertin gav henne palatset La Folie-Bertin som bostad. Hus' personliga kärleksintresse var sonen till en befälhavare i Passy. Då Bertin år 1760 ertappade henne och hennes yngre älskare avslutade han förhållandet och tvingade henne att lämna palatset utan mer än vad som rymdes i en klänning. Hus anlitades då som kurtisan av John Russell, 4:e hertig av Bedford och greve Hocquart de Montfermeil. 
Hus gifte sig 8 januari 1773 med hovfunktionären Louis-Elie Lelièvre, och ägnade sig sedan åt välgörenhetsarbete. Efter franska revolutionen kunde hon i enlighet med den nya lagen ta ut skilsmässa 1793. Hon levde sina sista år i fattigdom, och hennes förra kolleger gav 1805 en föreställning till hennes förmån.